# Homocerynea
Homocerynea là một chi bướm đêm thuộc họ Erebidae.

## Các loài
- Homocerynea cleoriformis Barnes & McDunnough, 1913